# Ephebus piceus
Ephebus piceus es una especie de coleóptero de la familia Endomychidae.

## Distribución geográfica
Habita en Guatemala.